# Horadrim
Los Horadrim son una orden de magos de Diablo, saga de videojuegos de ordenador y videoconsolas.

## Historia
Durante la gran guerra acontecida en el mundo de Santuario (conocida como La guerra del pecado), los Horadrim se unieron para encerrar a los Demonios Mayores con la ayuda del Arcángel Tyrael. Éste les había dado consejos y unos artefactos conocidos como las Piedras del Alma (Piedras esenciales a partir de Diablo III en Latinoamérica) en contra de la decisión del Cielo.
Los Horadrim tuvieron que actuar rápidamente. Primero capturaron a Mefisto, el Señor del Odio, y lo encerraron en las profundidades del Templo de Zakarum, en la vieja ciudad de Kurast. Por orden de Tyrael, su piedra quedó custodiada por el Gran Consejo Zakarum aunque con el tiempo, este consejo se corrompió. Khalim (el Khe-Hegan o Sumo sacerdote Zakarum) se rebeló ante las acciones de Sankekur (su lugarteniente) y quien encarnaba a Mefisto. Sankekur, por su parte, ordenó que mataran y descuartizaran a Khalim, convirtiéndose así en el nuevo Khe-Hegan de los Zakarum, teniendo libertad de movimiento para terminar el trabajo de su amo. A Baal el Señor de la Destrucción, lo apresaron en un lugar conocido como la Tumba de Tal Rasha, la que se encontraba en Lut Gholein, una ciudad ubicada en una antigua fortaleza del clan de magos Vizjerei. La Piedra del Alma que lo poseyó no era lo suficientemente poderosa y Tal-Rasha, el líder de los Horadrim, decidió voluntariamente quedarse luchando con él para la eternidad. En un acto de valor, sus compañeros le clavaron la Piedra del alma que contenía el espíritu de Baal en el corazón y lo encadenaron a una piedra tallada de runas y lo encerraron en la tumba como su líder había dicho. El último de los tres hermanos, Diablo, el Señor del Terror, consiguió eludir a los Horadrim y se fue a las tierras del oeste de Khanduras. 
Finalmente fue apresado en un pueblo llamado Tristán (Tristram en Diablo III) y su piedra del alma fue dejada en las catacumbas del monasterio que los Horadrim construyeron allí. Cuando los Horadrim menguaron su influencia, el monasterio quedó abandonado y se convirtió en una iglesia Zakarum, gracias al Rey Leoric y su consejero el Arzobispo Lazarus. Por la influencia de Diablo, Lazarus intentó encarnar a su amo en el cuerpo de Leoric, pero se mostró muy resistente a su poder, así que secuestró al hijo del rey y le clavó su piedra del alma, encarnando al gran demonio quien invocó seres malignos que aterrorizaron a la ciudad. Por otro lado, Deckard Caín, historiador de Tristán y casualmente el último miembro vivo de la orden, buscaba desesperadamente una solución. Mientras esto ocurría, el héroe de Diablo I recuperó su Piedra del Alma, pero al ver que no era suficiente se la clavó en la frente uniéndose con la esencia de Diablo; algo que le llevaría a vagar por el mundo mientras mantenía una lucha interior con Diablo.
Más adelante, en Diablo II Caín fue liberado por un grupo de héroes y les ayudó en su aventura de perseguir a Diablo y liberar al mundo de los tres males. Gracias a su sabiduría y ser el miembro de la orden, explicó el uso de artefactos mágicos como el Cubo Horádrico, el Bastón horádrico y de otros objetos y encantamientos necesarios para resolver las diferentes misiones del juego. La orden parece desaparecer definitivamente con la muerte de Caín en Diablo III, pero en Reaper of souls se revela que la orden fue restaurada (en el video de introducción, Tyrael junto a cuatro personas a quienes se dirige como horadrim, oculta la Piedra del alma Negra en lo profundo de una catacumba antes de ser emboscados por el Arcángel Malthael)

## Miembros destacados
- Deckard Caín: el último de los horadrim, inteligente y misterioso. Historiador de Tristán. Aparece en Diablo, Diablo II (incluyendo su expansión Lord of destruction) y Diablo III (donde fallece).

- Tal-Rasha: Mago líder de los horadrim, quien clavó la piedra del alma de Baal para convertir su cuerpo en su prisión, conteniéndolo en su interior. Aparece en Diablo II.

- Zoltun Kulle: Creador de la Piedra esencial Negra, donde son encerrados los espíritus de los Siete Grandes Males. Aparece en Diablo III.